# Chrysometa unicolor
Chrysometa unicolor är en spindelart som först beskrevs av Eugen von Keyserling 1881.  Chrysometa unicolor ingår i släktet Chrysometa och familjen käkspindlar. Inga underarter finns listade i Catalogue of Life.